# Eberhard Graf von Nostitz
Eberhard Artur Graf von Nostitz (* 15. Februar 1906 in Berlin-Wilmersdorf; † 15. Dezember 1983 in München) war ein deutscher Offizier, zuletzt im Dienstgrad eines Brigadegenerals der Reserve der Bundeswehr, Angehöriger der Organisation Gehlen und des Bundesnachrichtendienstes (BND) sowie Mitautor der Himmeroder Denkschrift.

## Familie
Eberhard Graf von Nostitz war der Sohn von Arthur Graf von Nostitz (1875–1929) und dessen Ehefrau Hedwig Keller (* 1884).
Er heiratete in erster Ehe am 26. September 1931 in Hamburg Hilda Rotfuchs (1909–2007), von der er 1959 geschieden wurde. Am 2. März 1959 heiratete er seine zweite Frau Hildegard Wiersbitzky (1912–2002).
Aus der erster Ehe gingen zwei Kinder hervor:
- Burkhard (* 1. Juli 1932)
- Margit (* 20. September 1936; † 20. August 1982)

## Leben
Beförderungen
- 1929 Leutnant
- 1933 Oberleutnant
- 1936 Hauptmann
- 1940 Major
- 1942 Oberstleutnant
- 1944 Oberst
- 1963 Brigadegeneral d. R.

### Reichswehr
Graf von Nostitz trat 1925 in das 3. (Preußische) Reiter-Regiment der Reichswehr ein. 1926 absolvierte er die Fahnenjunkerprüfung an der Kavallerieschule in Hannover. Von 1926 bis 1928 besuchte er die Infanterieschule Döberitz und die Kavallerieschule Hannover. 1928/29 war er Zugführer im 16. Reiter-Regiment. Von 1930 bis 1934 war er Kompanieoffizier im 3. Reiter-Regiment und 1934 im Reiter-Regiment Rathenow. 1934 kam er als Kompanieoffizier zum 4. (Preußischen) Reiter-Regiment.

### Wehrmacht
Von 1935 bis 1936 diente Graf von Nostitz als Kompanieoffizier Panzer-Abwehr-Abteilung 18. 1936 absolvierte er die Wehrkreisprüfung und wurde im selben Jahr zum 4. Panzerregiment kommandiert. Von 1936 bis 1937 war er Kompaniechef der Panzer-Abwehr-Abteilung 18. Von 1937 bis 1939 besuchte er den Generalstabslehrgang an der Kriegsakademie. Von November 1939 bis April 1941 war er Ib der 269. Infanterie-Division. Von Mai bis Juni 1941 verweilte er in der Führerreserve. Im Juni 1941 war er Verbindungsoffizier des Oberkommandos des Heeres zur 4. Panzergruppe. Von Juni 1941 bis Februar 1942 war er Ia des XXXXI. Armeekorps. Von Februar 1942 bis Mai 1943 war er Ia der 7. Panzer-Division und der 1. Panzer-Division. Von Mai 1942 bis Februar 1944 war er Lehrer an der Kriegsakademie.
Im Anschluss war er zur Panzergruppe West zur besonderen Verwendung kommandiert. Im April 1944 erfolgte die Kommandierung zum Chef des Generalstabes des Heeres zur besonderen Verwendung. Von Mai bis Juli 1944 war er beim Lehrgang für höhere Truppenführer. Von Juli bis Dezember 1944 war er Chef des Generalstabes des LVII. Panzerkorps und von Dezember 1944 bis Mai 1945 des Panzerarmeeoberkommandos 2 unter General der Artillerie Maximilian de Angelis.

### Ab 1945
Graf von Nostitz wurde nach dem Zweiten Weltkrieg Angehöriger der Organisation Gehlen, wo er den Dienstnamen „Keller“ führte. Er kam über die Außenorganisation „4711“ in Frankfurt am Main in die Organisation, wie zahlreiche ehemalige Generalstabsoffiziere der Wehrmacht, die später Führungspositionen dort und im BND einnahmen. 4711 entstand im Spätsommer 1946 und wurde vom ehemaligen Oberst i. G. Hans Lutz geleitet, Sohn von Oswald Lutz. 4711 wurde im Juli 1949 in „Generalvertretung G“ („GV G“) umbenannt und 1954 in „12“. Sie zog nach München um. Anfang 1956 übernahm Ulrich Freiherr von Varnbühler die Außenorganisation und im Januar 1959 Graf von Nostitz, nachdem er zum 1. April 1956 in den BND übernommen worden war. Zuvor war von Nostitz Angehöriger der Außenorganisation in Bremen („GV B“, ab 1954 „11“) gewesen, die bis 1956 von Hans-Heinrich Worgitzky, dem späteren Vizepräsidenten des BND geleitet worden war. Anfang 1959 wurde die Außenorganisation in „RPG“ umbenannt. Im Verteidigungsfall wäre er, laut einer Planung von 1965, als dann aktiver Brigadegeneral Leiter der nur im Verteidigungsfall vorgesehenen Abteilung A (Aktionen) geworden. In der Abteilung wurden Funktionen von geheimen Widerstand und Kleinkrieg über nachrichtendienstliche Kampftruppeneinsätze bis zu Maßnahmen von Evasion and Escape zusammengefasst. Graf von Nostitz hatte zuletzt das Amt eines Direktors im Bundesnachrichtendienst (Besoldungsgruppe B 3) inne.
Im Jahr 1950 gehörte Graf von Nostitz zur Himmeroder Expertengruppe und 1952 zu den Mitbegründern der Gesellschaft für Wehr- und Sicherheitspolitik.

## Auszeichnungen
- 1943: Deutsches Kreuz in Gold
- Großes Bundesverdienstkreuz